# 誕生寺 (岡山県久米南町)

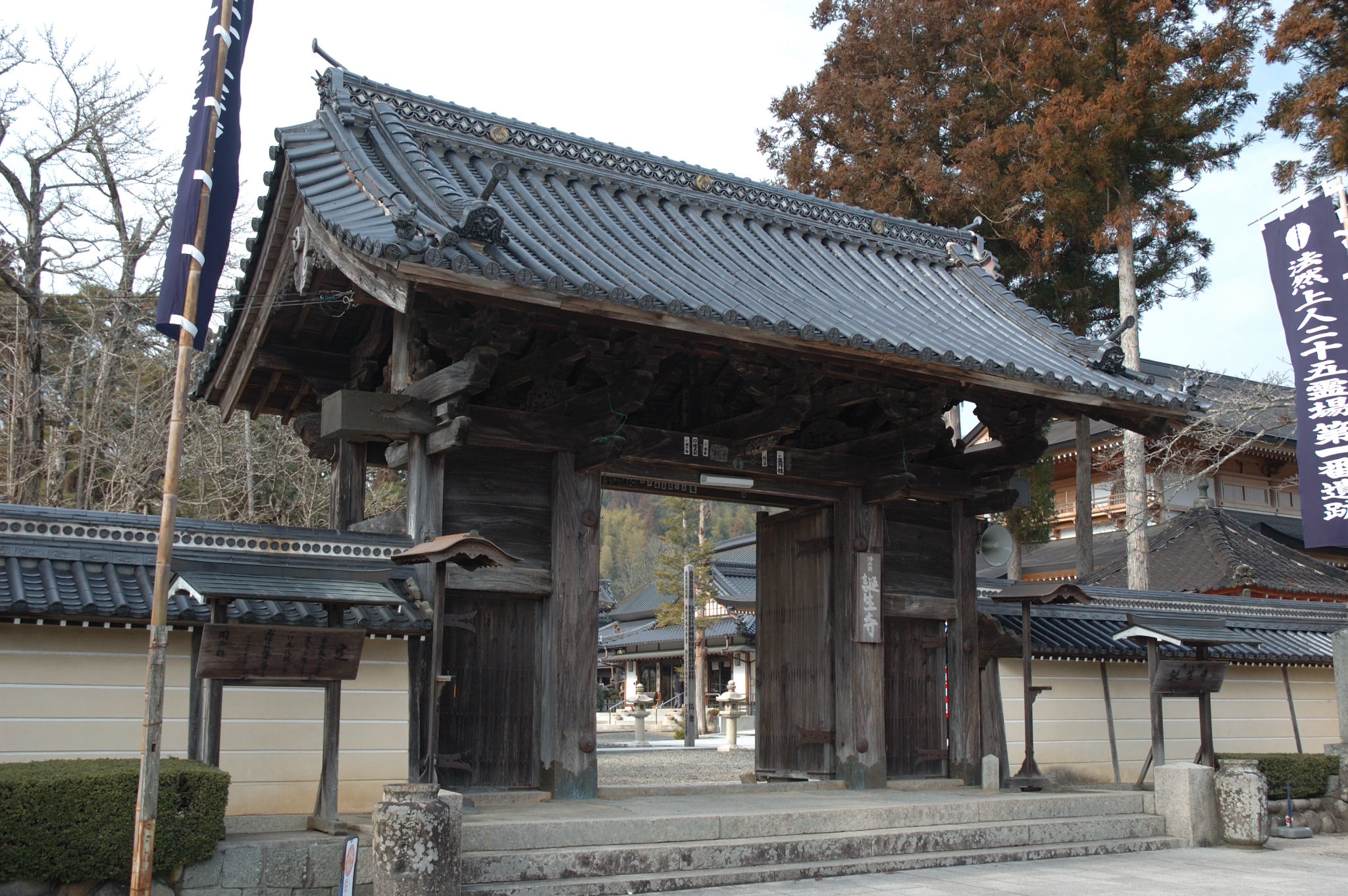
山門（重要文化財）

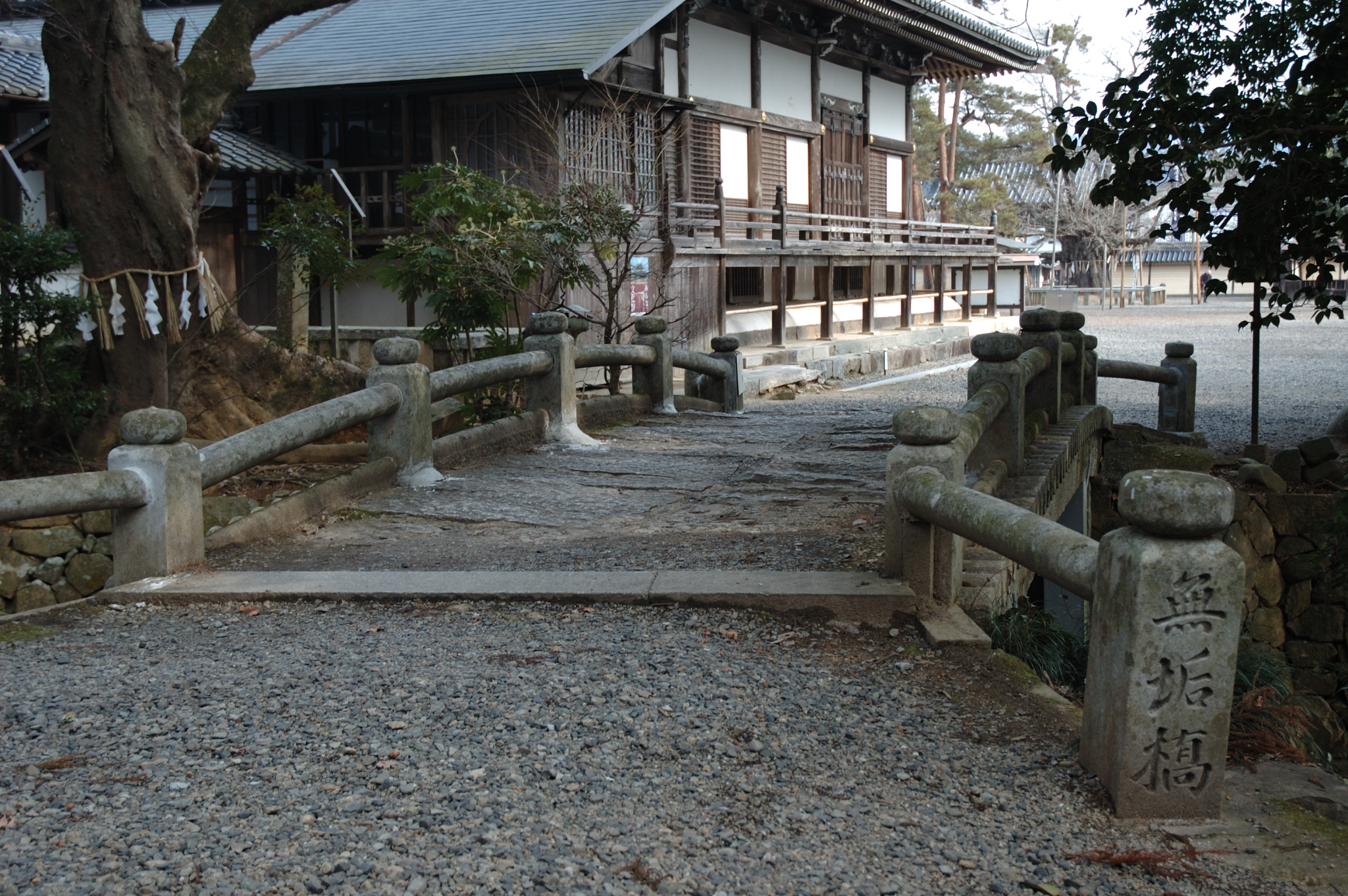
無垢橋（国の登録有形文化財）

誕生寺（たんじょうじ）は、岡山県久米郡久米南町にある法然上人生誕地に建立された浄土宗の寺院。山号は栃社山（とちこそさん）。本尊は圓光大師（法然の没後、しばらくして朝廷から贈られた大師号）。

## 沿革
坂東武者・熊谷直実は法然の弟子となり出家し法力房蓮生と名乗った。蓮生は建久4年（1193年）法然の徳を慕い法然の父である久米押領使・漆間時国の旧宅、すなわち法然生誕の地に寺院を建立した。これが誕生寺の始まりである。かつては誕生律寺と呼ばれており、御影堂の扁額は「誕生律寺」と掲げられている。
本堂である御影堂は二度の損壊の後、元禄8年（1695年）に再建され、国の重要文化財に指定されている。御影堂は屋根の老朽化のため平成10年（1998年）に修築工事が行われた。また、旧・阿弥陀堂は老朽化のために解体され、新たに瑞應殿として平成15年（2003年）に再建された。

## 文化財

### 重要文化財（国指定）
- 御影堂：過去に二度損壊し、現在のものは元禄8年（1695年）に建造された。
- 山門：正徳5年（1716年）建造。付帯する筋塀は安政4年（1857年）伏見宮家より寄進されたものである。

### 登録有形文化財
- 無垢橋：大正9年（1920年）建造。片目川に架かる石橋。長さ7.3m、幅2.6m。

### 岡山県指定重要文化財
- 繍帳阿弥陀三尊来迎図：室町時代初期の製作。[2]
- 木造清涼寺様釈迦像：南北朝時代の製作。
- 木造阿弥陀如来立像：鎌倉時代の製作。
- 櫓時計：江戸時代の製作。
- 石造宝篋印塔：南北朝時代の製作。
- 石造五輪塔：応永32年（1425年）の製作。
- 大仏：延享2年（1745年）鋳造。岡山県下で一番大きな仏像である。高さ6.42m、重量450kg。

### 岡山県指定記念物（史跡）
- 法然上人誕生地

### 岡山県指定重要無形民俗文化財
- 誕生寺二十五菩薩練供養（会式法要）：正しくは「法然上人御両親御追恩二十五菩薩天童迎接練供養会式大法要」といい、毎年4月第3日曜日に行われる。室町時代より続いていると言われ、日本三大練供養の一つとされる。[3]

## アクセス
- 中国自動車道院庄I.C.より南東方へ約20分
- 中国自動車道津山I.C.より南西方へ約30分
- JR津山線 誕生寺駅にて下車、徒歩10分

## 前後の札所
中国三十三観音霊場
3 正楽寺 -- 特別霊場 誕生寺 -- 4 木山寺
山陽花の寺二十四か寺
11 玉泉寺 -- 12 誕生寺 -- 13 大聖寺